# かんぺきな未完成品
かんぺきな未完成品は、2013年5月にリリースされたScoobie Doのスタジオ・アルバムである。

## 収録曲
1. 想定外のハプニング
2. かんぺきな未完成品 - YouTube
3. 顔のない声
4. 愛と呼べたら
5. ひとつと半分
6. 風は吹き抜けた
7. 夢のその先へ
8. 一粒のしずく
9. ハートビート
10. 穴
11. 悲しみと踊りながら
12. もういちどやってみよう

全作詞・曲／マツキ タイジロウ
全編曲、プロデュース/Scoobie Do

### スタッフ
- 中村宗一郎 : エンジニア

### 先着特典EP
タワーレコード / TSUTAYA / HMV /disk union による先着購入特典。
- 7inch EP盤

Aかんぺきな未完成品
B穴

## アナログ盤
上記収録曲を収めたLP盤。2013年5月31日発売。完全生産限定盤で購入特典はジャケット無のCD盤。